# Morrea
Morrea è una frazione del comune di San Vincenzo Valle Roveto (AQ), nella Marsica, in Abruzzo.

## Geografia fisica
(Richard Colt Hoare)
Il paese si trova sul versante orientale della valle Roveto posto ad un'altitudine di 760 m s.l.m. Il nucleo abitato confina con la località di Le Rosce - Santa Restituta, con il territorio comunale di Civita d'Antino e con il paese di San Vincenzo Superiore. Sull'altro versante della valle Roveto oltre il corso del fiume Liri e le arterie stradali SS 690 Avezzano-Sora e SS 82 della Valle del Liri, sono situate le frazioni di Castronovo e più in alto Rendinara.
Dista circa 2,5 chilometri dalla sede comunale di San Vincenzo Valle Roveto Inferiore.

## Storia

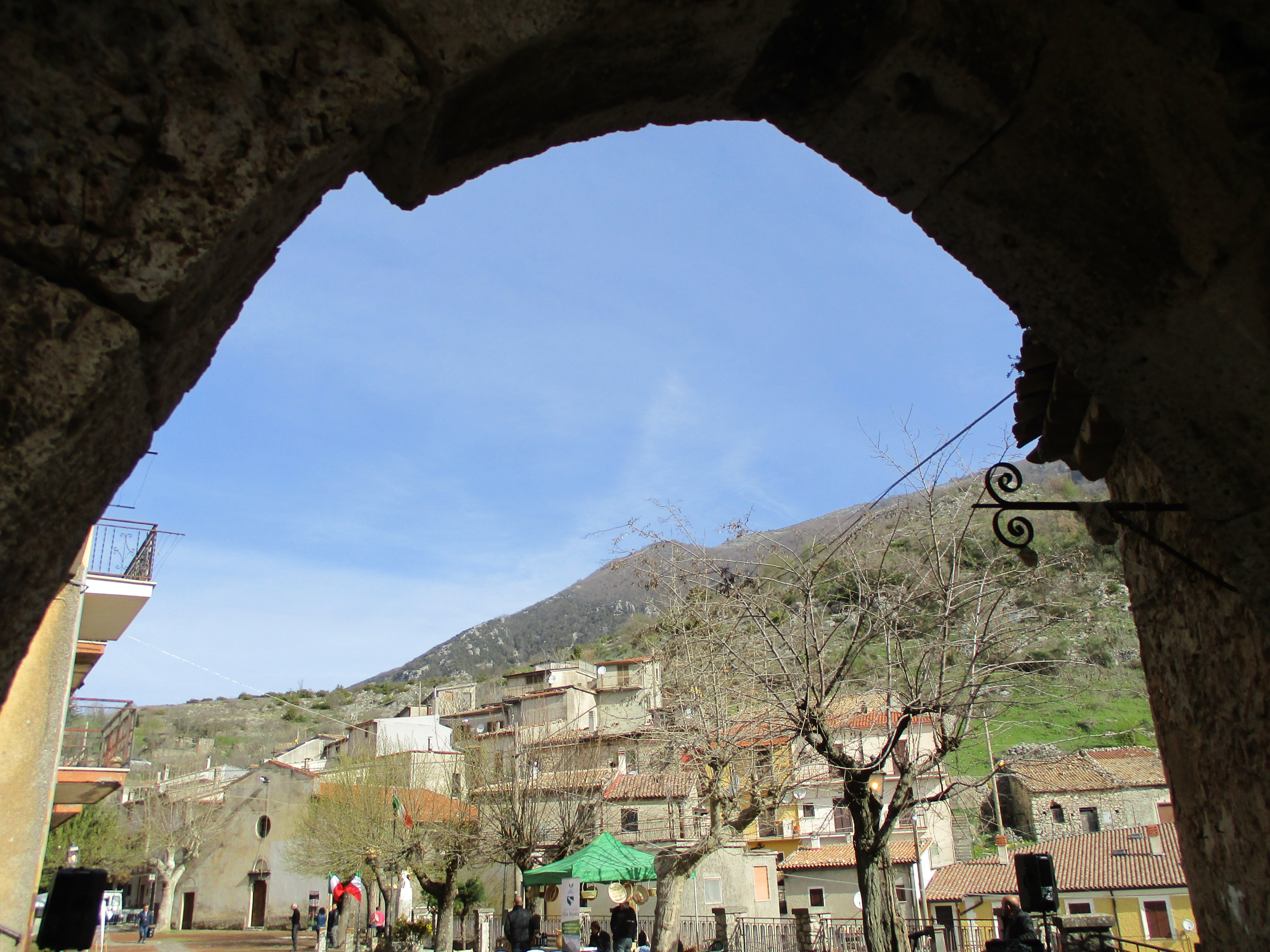
Il paese visto dall'arco di San Michele

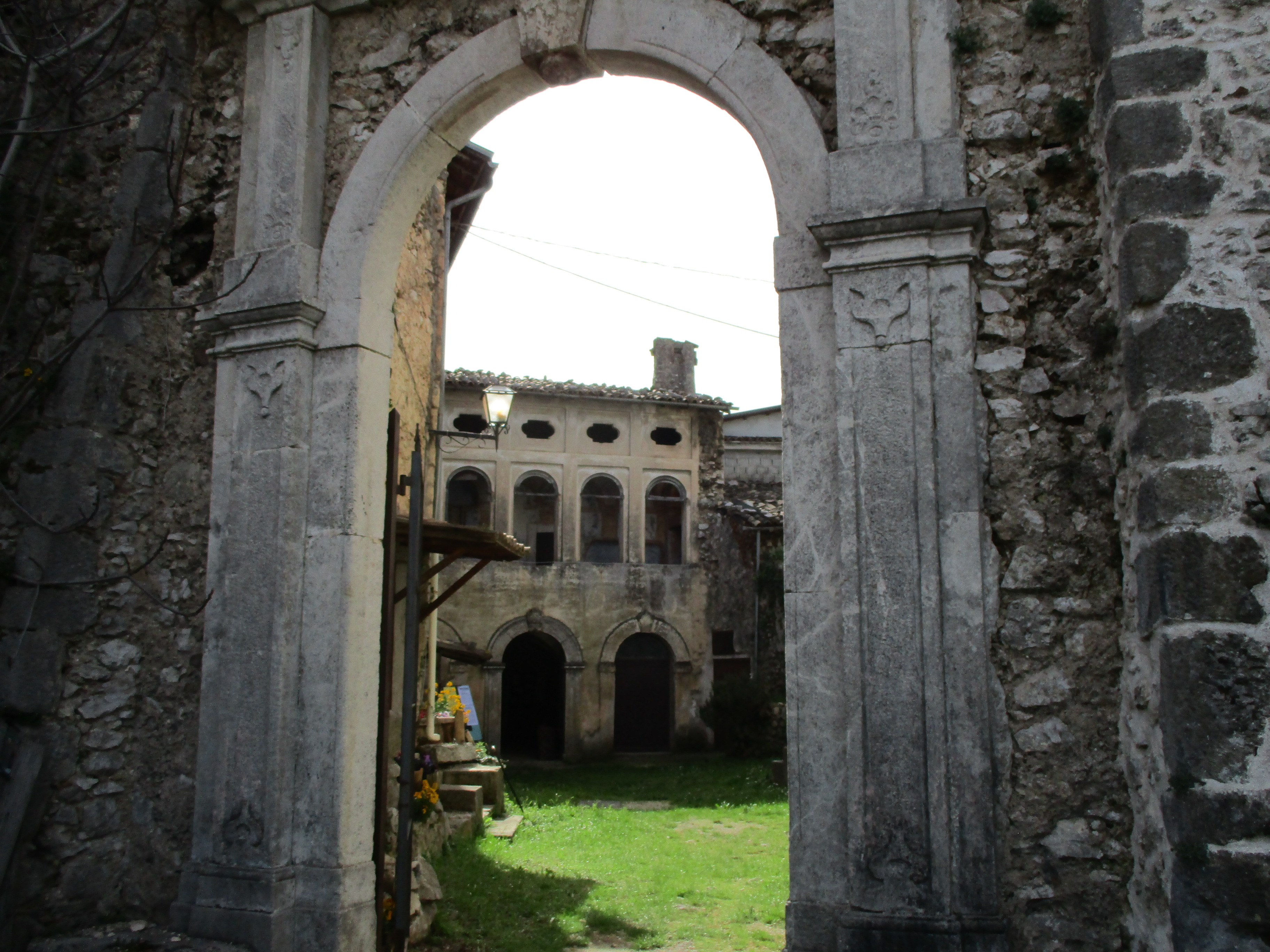
Ingresso del castello Piccolomini

Il toponimo sarebbe riconducibile al termine "morro", ovvero macigno, che traslato sul piano geomorfologico indica un luogo pietroso.
Morrea è sorta come avamposto militare di Urbetum, ovvero la valle Roveto, zona dominata dall'alto dall'antica città marsa di Antinum. Appare citata da Paolo Diacono nella Historia Langobardorum. Nel 702 divenne, con ogni probabilità, uno dei possedimenti del duca longobardo Gisulfo II di Benevento. Nel 1463 su concessione del Re Ferrante d'Aragona Morrea fu inclusa tra i feudi della baronia di Balsorano, sotto il controllo della contea di Celano.
Nel 1562 la parrocchia di Morrea dedicata a San Sebastiano, dopo un contrasto di tipo amministrativo con il vicino convento di San Francesco, prevalse su quest'ultimo, acquisendo i domini di Castelnuovo, San Giovanni dei Colli e San Vincenzo. Il viaggiatore inglese Richard Colt Hoare visitò il centro nel 1791, tanto che nel suo taccuino dipinse un ritratto incantato di questi luoghi.
Fino al 1807 Morrea ha rappresentato un'università autonoma prima di essere aggregata, in seguito all'abolizione del feudalesimo, al comune di Civitella Roveto e successivamente a quello di Civita d'Antino. Dal 1816 fa parte del territorio comunale di San Vincenzo.
Il terremoto della Marsica del 1915 devastò il castello medievale, provocando il crollo dei solai e di una torre, segnando l'inesorabile declino e il conseguente spopolamento.

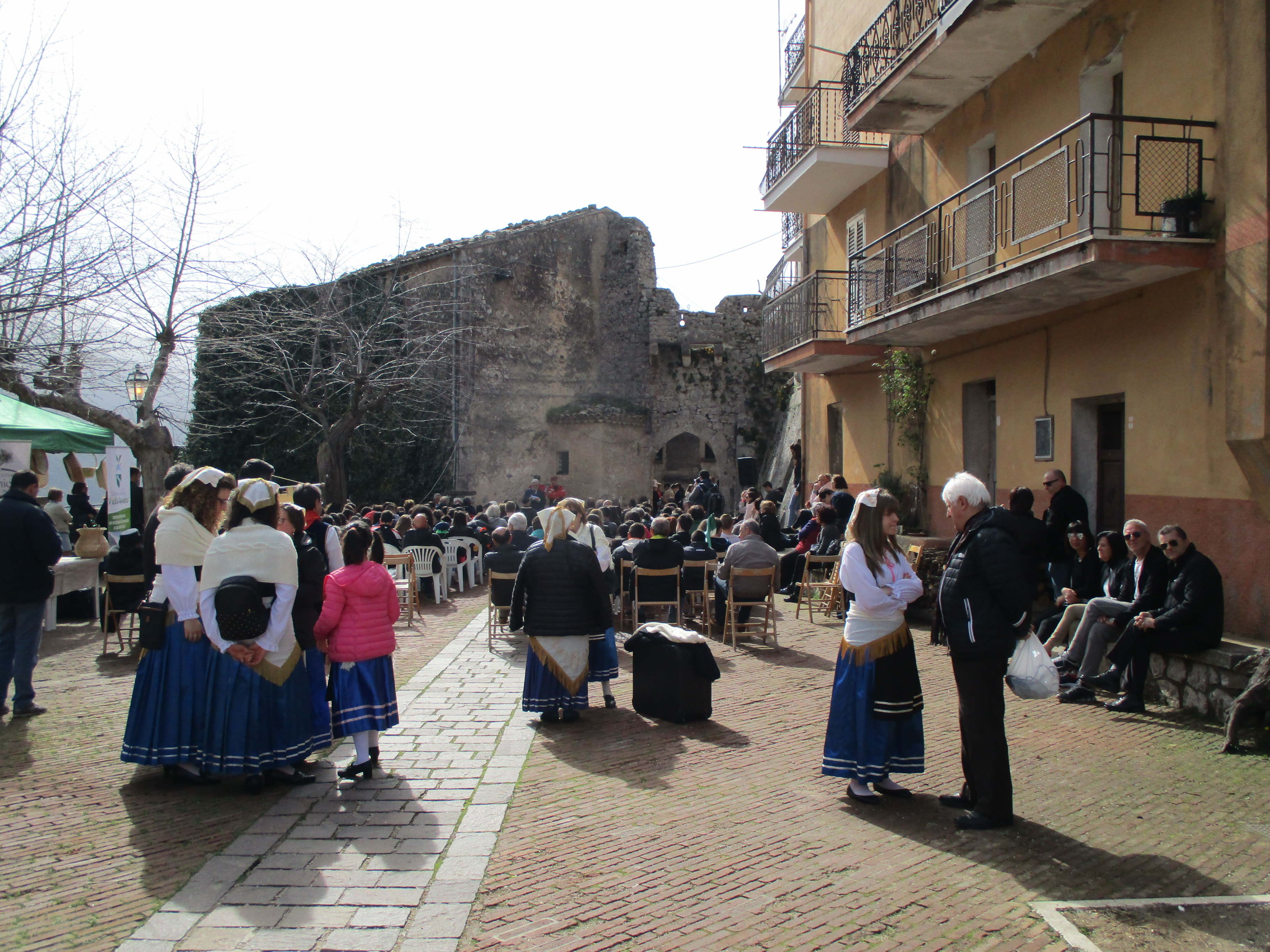
Piazza Giuseppe Testa durante una Giornata FAI di Primavera

Nel 1940 nacque in questo luogo Ennio Iacobucci, uno dei più noti fotoreporter di guerra del Novecento.
Durante la seconda guerra mondiale don Savino Orsini, parroco di Morrea dal 1934 al 1986, presidiò il locale CLN, costituendo insieme a Pietro Casalvieri e Ugo Gemmiti un comitato di assistenza in "territorio libero" preservando il paese per circa dieci mesi, dal 22 settembre 1943 al 6 giugno 1944, dall'occupazione militare e ospitando 5 800 fuggiaschi di varie nazionalità: italiani, americani, inglesi, indiani, sudafricani e canadesi.
All'alba del 21 marzo 1944 la fortezza è attaccata da una squadra tedesca, nel blitz cadde prigioniero il diciannovenne Giuseppe Testa, "capo distaccamento" di Morrea della brigata partigiana "Patrioti della Marsica" (Banda Marsica) di stanza in un'ala del castello medievale. Torturato per cinquanta giorni il giovane rifiutò di rivelare il luogo dove erano tenuti nascosti i prigionieri di guerra fuggiti dal campo di concentramento di Avezzano e da quelli abruzzesi. Fu fucilato sulle sponde di un canale in località Fontanelle di Alvito (FR) l'11 maggio 1944.
Il «suo figlio migliore», così l'epigrafe del monumento situato nel centro storico, Giuseppe Testa ricevette il 15 maggio 1946 la Medaglia d'oro al valor militare alla memoria.

## Monumenti e luoghi d'interesse

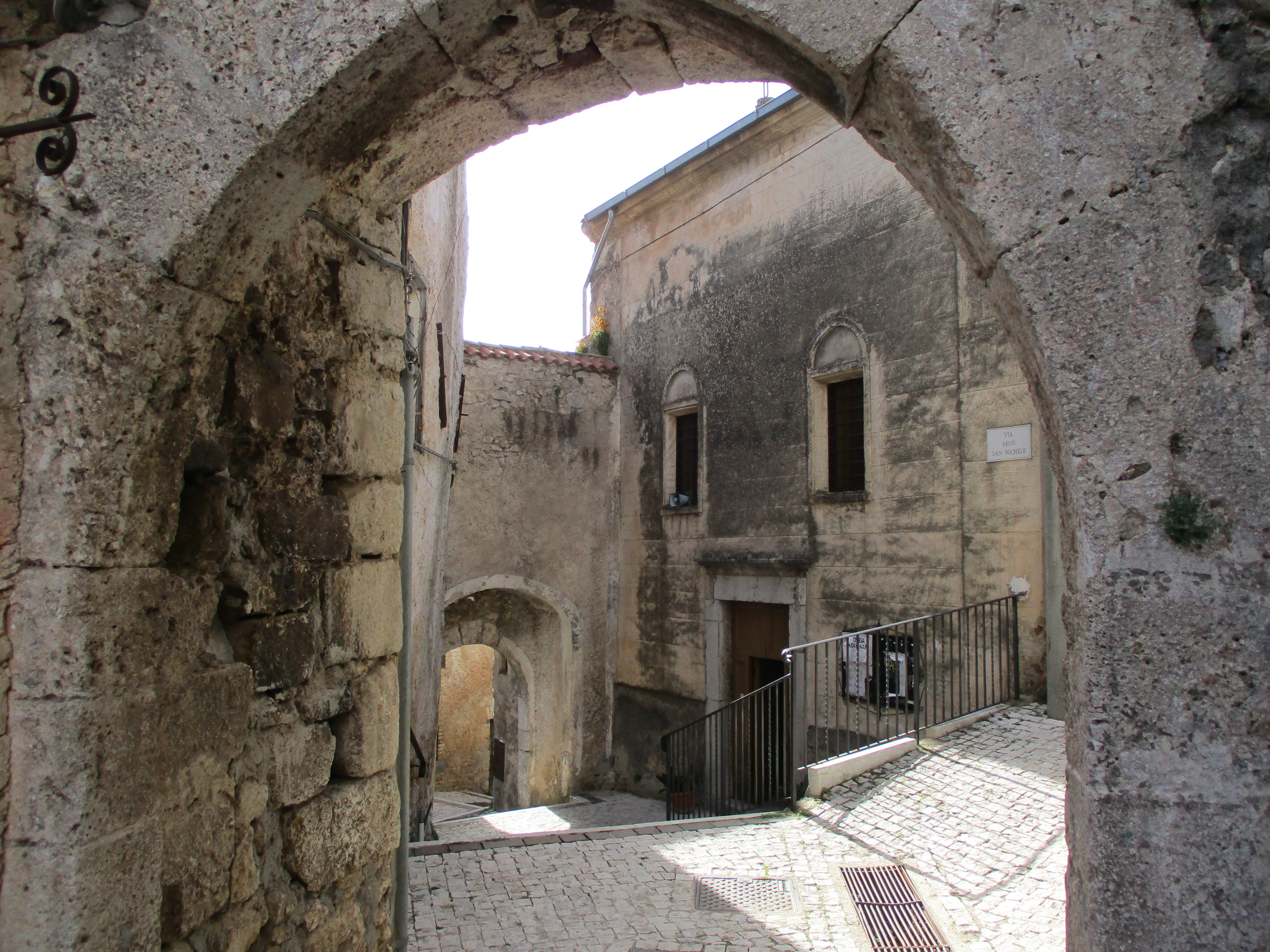
Arco di San Michele

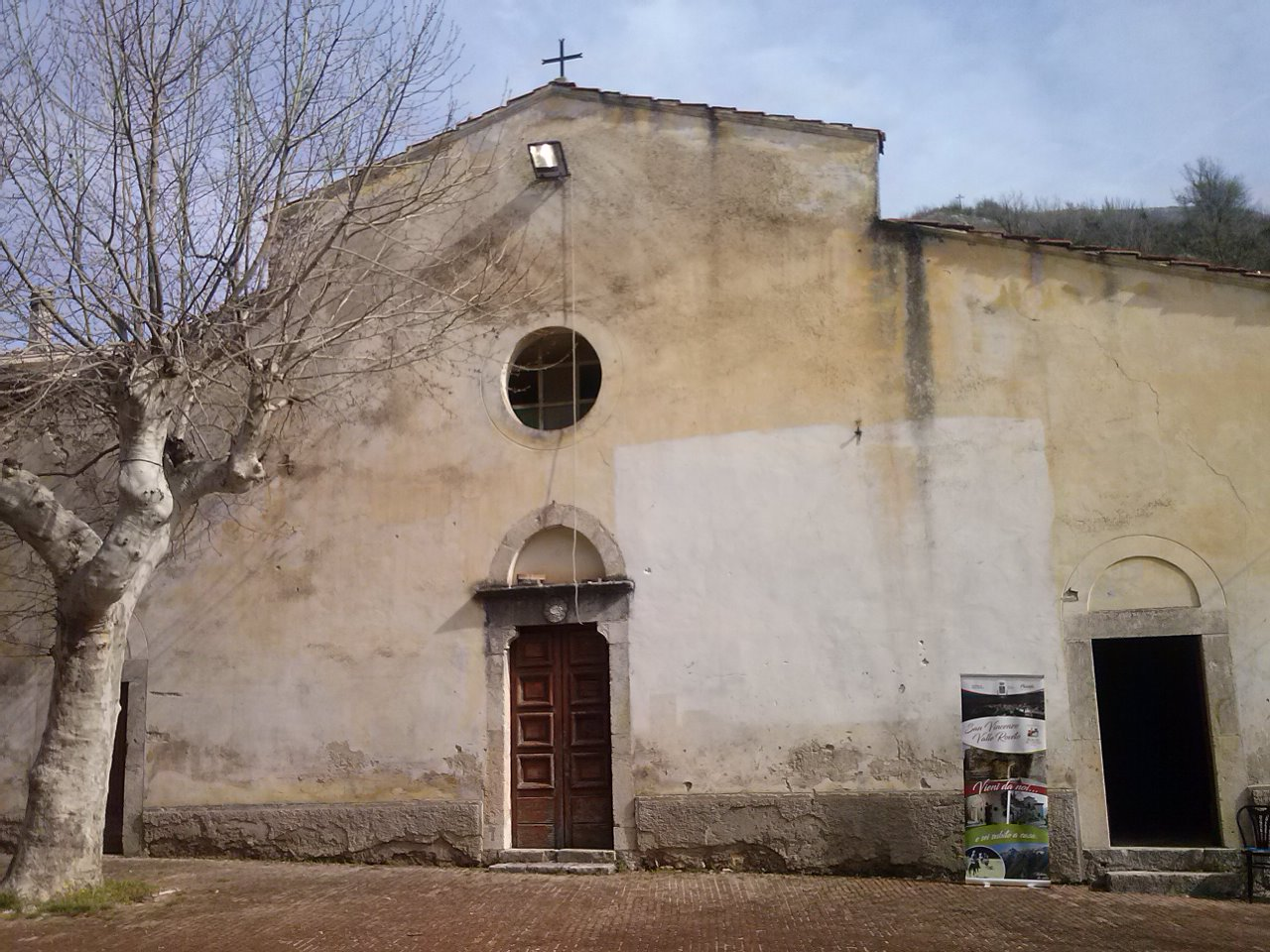
Chiesa di San Sebastiano

### Architetture religiose
Chiesa di San Michele ArcangeloSituata nel nucleo urbano antico oltre piazza Giuseppe Testa e l'omonima porta medievale. Citata a cominciare da alcuni documenti ecclesiastici risalenti ai primi anni del XIV secolo, presenta l'antica statua lignea di San Sebastiano ed alcuni affreschi realizzati probabilmente da Costantino di Sora nel corso del XIX secolo.
Chiesa di San SebastianoEdificata nel XVI secolo è adiacente a piazza Franco Corradi. Essendo non agibile è chiusa al culto.
Chiesa di Santa RestitutaEdificio di culto situato a Morrea Inferiore, in località Le Rosce - Santa Restituta lungo la strada statale 82 della Valle del Liri. Citata per la prima volta in un documento del X secolo, sul finire dell'XI secolo fu donata dal conte dei Marsi Gentile di Baldovino al monastero di Santa Maria in Luco insieme con la chiesa di Santa Maria da essa dipendente. La chiesa è stata ricostruita due volte, la prima dopo il terremoto della Marsica del 1915 e dopo i gravi danni subiti dai bombardamenti alleati della seconda guerra mondiale. Conserva un affresco risalente con ogni probabilità tra il IX e il X secolo di Restituta di Sora.

### Architetture militari
Castello PiccolominiChiamato tra il XIX e XX secolo anche "castello de Caris", è situato nella parte alta del paese. Fu costruito sul finire del quattrocento sulla base del castello-recinto di epoca medievale databile tra l'XI e il XII secolo. La rocca, bisognosa di opere di restauro, è un esempio di architettura rinascimentale nella Marsica insieme ai castelli di Avezzano, Balsorano, Celano, Ortucchio e Scurcola Marsicana. Il terremoto del 1915 causò notevoli danni al maniero, tuttavia nella corte è ancora ben conservata la facciata con le sue finestre arcuate, gli interni affrescati e il terzo piano che si presenta con un'elegante loggia.

### Monumenti
- Monumento dedicato al carabiniere Franco Corradi, medaglia d'oro al valor civile.
- Monumento dedicato al partigiano Giuseppe Testa, medaglia d'oro al valor militare.

### Aree naturali
- Valle Roveto
- Liri

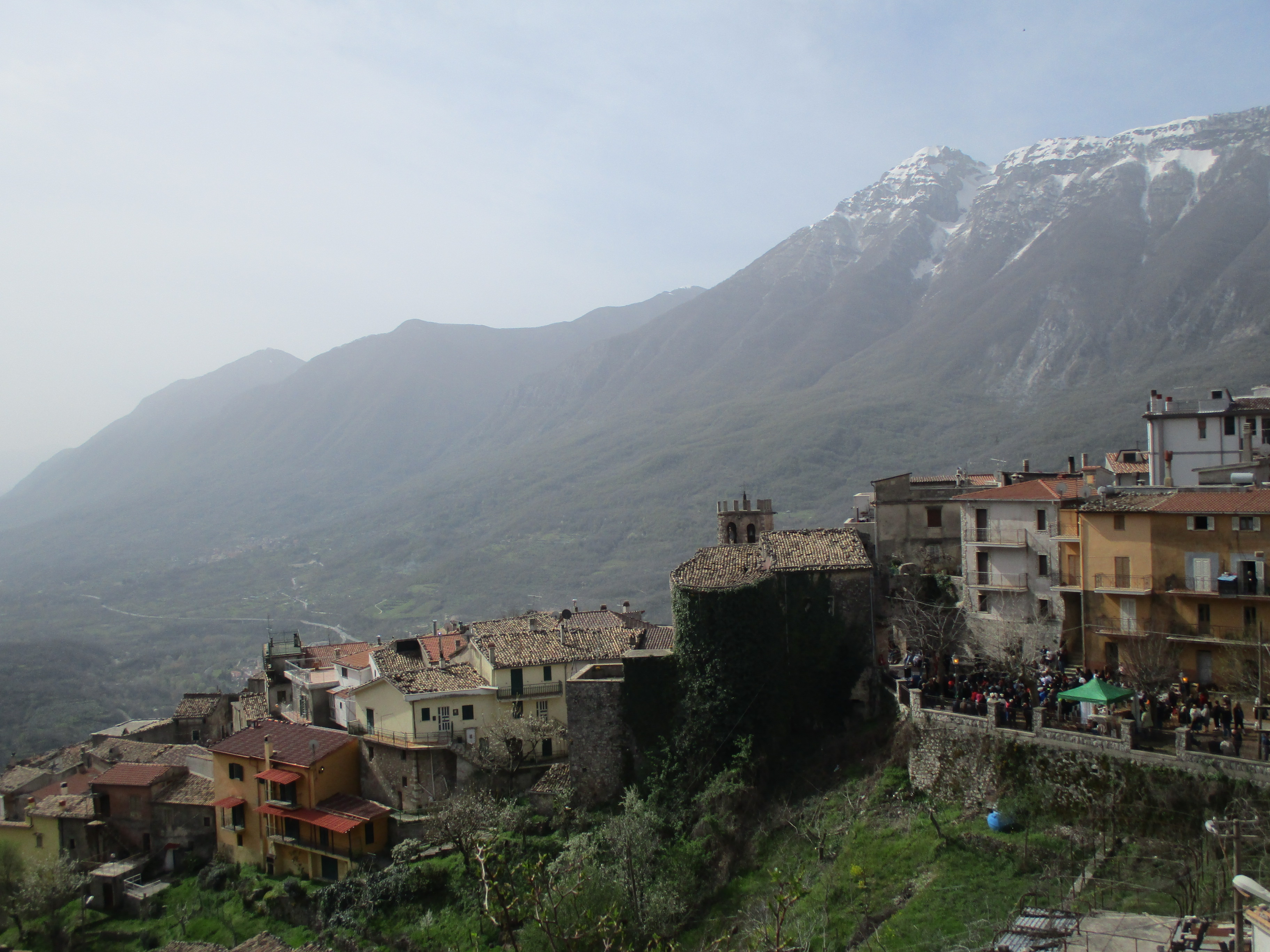
Il Pizzo Deta visto da Morrea

- Serra Lunga, a mezza costa su una parete rocciosa del gruppo montuoso si trova l'eremo di Santa Maria della Ritornata, nel limitrofo comune di Civita d'Antino. Lungo il sentiero che conduce a San Vincenzo Superiore si trova invece l'eremo della Madonna del Romitorio a 625 m s.l.m.
- Forchetta Morrea, valico che collega i territori montani di Morrea e Collelongo.

## Società

### Tradizioni e folclore
La festa patronale in onore di san Sebastiano si svolge annualmente il 20 gennaio.

## Infrastrutture e trasporti

### Strade
La strada statale 690 Avezzano-Sora collega Morrea ad Avezzano e Sora attraverso lo svincolo di Le Rosce - Santa Restituta, mentre la strada provinciale 90 collega il nucleo abitato alla strada statale 82 della Valle del Liri che attraversa i territori dei comuni rovetani.

### Ferrovie
La ferrovia Avezzano-Roccasecca attraversa il territorio di Morrea servendolo con la stazione di Morrea-Castronovo-Rendinara.